# Eddie Gómez
Eddie Gómez (Santurce, 1944. október 4. –), Puerto Rico-i származású amerikai nagybőgős. 1966-1977 között a Bill Evans Trio tagjaként volt a legnevezetesebb.

## Pályafutása
Gómez családja Puerto Ricoból New Yorkba költözött és ő már ott nevelkedett. Tizenegy éves korában kezdett bőgőzni, tizenhárom évesen pedig már a New York-i High School of Music & Artra járt. 1959 és 1961 között a Newport Festival Youth Bandben (Marshall Brown vezetésével) játszott, 1963-ban a Juilliardon végzett.
Olyan zenészek partnere volt, mint Gerry Mulligan, Marian McPartland, Paul Bley és Chick Corea. Összesen tizenegy évet töltött a Bill Evans Trióval, akikkel az Egyesült Államokban, Európában és Ázsiában lépett fel, és több tucat lemezt készítettek. Későbbi felvételeinek nagy részén Mark Kramer zongorista játszik.
2013-ban a Valenciában díszdoktori címet kapott. Ez volt az első díszdoktori cím Spanyolország akkoriban megnyitott új nemzetközi egyetemén.

## Lemezeiből
- 2004: Art Of The Heart
- 2008: Beautiful Love
- 1998: Dedication
- 1976: Down Stretch
- 2010: Forever
- 1984: Gomez
- 2005: Jazz Fiddler on the Roof
- 1986: Mezgo
- 1993: Next Future
- 2007: Palermo
- 2012: Per Sempre
- 1988: Power Play
- 1989: Street Smart
- 1998: Uptown Music

## Díjak
- 2012: Latin Grammy-díj